# Riccardo Turicchia
Riccardo Turicchia, né le 5 février 2003 à Imola, est un footballeur italien qui joue au poste d'arrière gauche à la Juventus FC.

## Biographie

### Carrière en club
Né à Imola, en Italie, Riccardo Turicchia est passé par plusieurs clubs d'Émilie-Romagne avant de rejoindre la Juventus FC en 2018, où il commence sa carrière professionnelle en Serie C.
Il joue son premier match avec l'équipe reserve du club le 24 octobre 2021, lors d'un match nul 1-1 à domicile contre Pro Sesto.

### Carrière en sélection
Déjà international dans les catégories inférieures, Riccardo Turicchia est convoqué pour la première fois avec l'équipe d'Italie des moins de 20 ans en septembre 2022,.
Il est convoqué avec l'équipe d'Italie des moins de 20 ans pour participer à la Coupe du monde des moins de 20 ans qui a lieu en mai et juin 2023. Après avoir éliminé l'Angleterre,, championne d'Europe en titre, puis la Colombie, l'Italie s'impose face à la Corée du Sud en demi-finale (2-1), pour atteindre l'ultime niveau de la compétition,.

## Palmarès
Italie -20 ans
- Coupe du monde
  - Finaliste en 2023